# L'Albereda (Seva)
L'Albereda és una masia a poc menys d'un km al SW del nucli de Seva (Osona). Segons la història oral, el nom Albereda ve donat per la quantitat d'àlbers que hi havia als voltants de la casa. L'Albereda la trobem esmentada al Cens General de Catalunya del 1626, i en el Nomenclàtor de la província de Barcelona del 1860.
Edifici de petites proporcions. Teulada a dues vessants. La planta de l'edifici principal és força allargat i estret. L'entrada principal és de pedra vermella i rectangular. En la façana principal només trobem la porta i dues finestres de pedra vermella, pel que destaca la solidesa i les poques obertures de la construcció. Hi ha diversos edificis al voltant de la casa: una pallissa, un cobert.
Davant la casa hi ha una bassa.